# Wellyn Totman
Wellyn Totman, de son vrai nom Edward Llewellyn Totman, est un scénariste américain né le 3 août 1903 à Duluth (Minnesota) et mort le 6 octobre 1977 à Los Angeles (Californie).

## Biographie
Après des études au lycée de Duluth, il commence à travailler dans le milieu du spectacle en organisant la venue d'artistes tels Ruth Draper ou Geraldine Farrar. À partir du milieu  des années 1920, il s'installe à Los Angeles où il exerce comme scénariste, pour la MGM, puis pour Monogram et Republic Pictures.

## Filmographie (sélection)
- 1931 : The Sunrise Trail de John P. McCarthy
- 1931 : The Ridin' Fool de John P. McCarthy
- 1931 : Forgotten Women de Richard Thorpe
- 1935 : La Joyeuse Aventure (Ladies Crave Excitement) de Nick Grinde
- 1935 : Le Cavalier miracle (The Miracle Rider), serial en 15 épisodes de B. Reeves Eason et Armand Schaefer
- 1938 : La Loi de la pègre (Gangs of New York) de James Cruze